# رواية سيسيليا

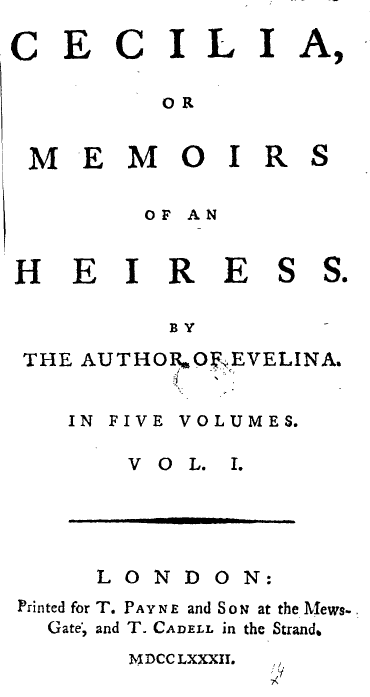
Title page from the first edition of the first volume of Cecilia

سيسيليا ، التي تحمل عنوان «مذكرات الوصايا» ، هي الرواية الثانية للكاتب الإنجليزي فرانسيس بيرني ، التي تم إعدادها عام 1779 ونشرت في عام 1782. الرواية، حول تجارب ومحن امرأة شابة من الطبقة العليا يجب أن تتفاوض على مجتمع لندن لأول مرة الذي يقع في حب رئيس اجتماعي، ينتمي إلى نوع رواية الأخلاق. رواية بانورامية من لندن في القرن الثامن عشر ، كانت سيسيليا ناجحة للغاية مع ما لا يقل عن 51 طبعة. 

## الخلفية
نُشرت سيسيليا ، أو مذكرات إحدى الوصايا في يوليو 1782. بدأت فرانسيس بيرني في العمل على الرواية في عام 1780 ، بعد أن قام والدها الدكتور تشارلز بيرني، ومرشدها الأدبي، صامويل كريسب، بقمع مسرحيتها بعنوان The Witlings. كان والدها يشعر بالقلق من أن المسرحية، وهجاء كوميدي من bluestocking (ق) ، من شأنه أن يزعج «الناس الحقيقيين» الذي اعتمد عليه لرعاية الفنية، ولا سيما إليزابيث مونتاجو.  هذه الإحباط والضغط لإنتاج رواية ثانية من أجل الاستفادة من نجاح أول عمل لها Evelina ، يبدو أنها وضعت ضغطًا كبيرًا على Burney ، وربما تلوين نغمة ومحتوى سيسيليا.  يبدو أن سيسيليا ستانلي من The Witlings أصبحت سيسيليا بيفيرلي من سيسيليا.